# Cassyma quadrinata
Cassyma quadrinata là một loài bướm đêm trong họ Geometridae.